# Hồ Định Hân
Hồ Định Hân tiếng Trung: 胡定欣, tiếng Anh: Nancy Wu Ting Yan, sinh ngày 9 tháng 9 năm 1981 là một nữ diễn viên, ca sĩ kiêm người dẫn chương trình truyền hình người Hồng Kông.
Hiện là nghệ sĩ hợp đồng của TVB và là nghệ sĩ trực thuộc công ty Thiệu Thị Huynh Đệ Shaw Brothers, cô đã hai năm liên tiếp đoạt giải "Nữ diễn viên chính xuất sắc nhất" tại Lễ trao giải Vạn Thiên Tinh Huy.

## Cuộc đời
- Hồ Định Hân sinh ra và lớn lên ở Hồng Kông, cô có cha mẹ và một em trai thời thơ ấu sống ở quận Trung Tây của đảo Hồng Kông. Khi lớn lên, cô cùng gia đình chuyển đến Truân Môn. Trước khi bước chân vào ngành, cô từng làm thư ký trong công ty của người dì.

## Sự nghiệp
- Năm 1999 Hồ Định Hân tham gia cuộc thi ca nhạc Tân Tú, lọt vào top 4 chung cuộc. Tháng 1 năm 2001, cô tham gia cuộc thi Cover Girl lần thứ 3 do TVB tổ chức và giành giải quán quân, sau đó gia nhập lớp huấn luyện nghệ sĩ thứ 18 của TVB và trở thành nghệ sĩ thuộc đài truyền hình này.
- Ban đầu cô không được TVB chú ý lắm và chỉ giao những vai diễn nhỏ cho cô, nhưng bằng thực lực và những cố gắng không ngừng nghỉ, cô đã bắt đầu có những vai diễn có đất phát huy hơn và để lại ấn tượng sâu sắc trong lòng khán giả.
- Năm 2008 cô được TVB chọn tham gia chương trình Vũ Động Kỳ Tích do đài truyền hình Hồ Nam, Trung Quốc tổ chức, bằng vũ đạo điêu luyện của mình, cô đã lần lượt được trọn 10 điểm cho phần biểu diễn tập thể và cá nhân, đoạt được hạng 3 chung cuộc. Sau cuộc thi này, tên tuổi của Hồ Định Hân càng được nhiều khán giả biết đến và TVB cũng bắt đầu chú trọng cô hơn. Cũng trong năm này, cô giành được giải "Nữ nghệ sĩ tiến bộ vượt bậc" trong đêm trao giải TVB năm đó.
-Năm 2010 và 2011 cô đều lọt vào top 5 giải TVB hạng mục "Nữ diễn viên phụ xuất sắc nhất"
- Năm 2012, nhờ vào vai diễn nữ võ sĩ câm điếc trong bộ phim Quyền Vương, cô đoạt được giải Astro On Demand "Nữ diễn viên phụ được yêu thích nhất", giải Asian Television Award hạng mục "Nữ diễn viên phụ xuất sắc nhất" và giải TVB hạng mục "Nữ diễn viên phụ xuất sắc nhất"
- Năm 2015 và 2016 Hồ Định Hân 2 năm liền đạt giải "Nữ diễn viên xuất sắc nhất của TVB" qua phim "Chơi với ma" và "Anh hùng thành trại". Bộ phim "Anh hùng thành trại" còn mang lại cho Hồ Định Hân giải Thị Hậu tại khu vực Malaysia và Singapore, ca khúc "Chưa từng biết anh là tốt nhất" nhận được rất nhiều giải thưởng, đặc biệt là Kình kim ca khúc.
- Ngoài ra,Hồ Định Hân còn tham gia diễn kịch sân khấu "Từ chí ma" cùng với Mã Tuấn Vỹ. Năm 2019 được đề cử tại Lễ trao giải Kim Tượng giải "Người mới xuất sắc nhất" với vai khách mời trong phim điện ảnh "Nghịch lưu đại thúc" hợp tác cùng Ngô Trấn Vũ.
- Ngày 13-11-2020 Hồ Định Hân thông báo trên trang cá nhân rời TVB sau 18 năm hợp tác: "Tôi rất biết ơn những người tốt và chuyện tốt mà tôi may mắn gặp được trong suốt chặng đường vừa qua của tôi cũng như đồng hành cùng tôi để mở ra một trang mới. Bắt đầu từ hôm nay, tôi sẽ chính thức hợp tác với Công Ty Điện Ảnh Quốc Tế Thiệu Thị Huynh Đệ (Shaw Brothers International Pictures Limited). Cảm ơn chị Ba (cựu quản lý nghệ sĩ TVB) và Ben Chan đã đưa tôi đến với Ban quản lý TVB! Cảm ơn cô Lạc (Lạc Di Linh - Trợ lý Tổng giám đốc TVB, Giám đốc điều hành của Thiệu Thị Huynh Đệ) và người chị đã mất Bội Hoa (Trần Bội Hoa, cựu giám đốc nghệ sĩ TVB) vì nhiều năm nay đã góp ý, giúp đỡ và tạo cơ hội cho tôi. Cảm ơn sự quan tâm của các đồng nghiệp trong công ty trong 18 năm qua. Angel, Cindy, Atom, Sam, Winpy, Daisy, các anh chị đã cùng tôi trải qua những thăng trầm trong sự nghiệp và trải qua nhiều khoảnh khắc khó quên! Năm tới hi vọng sẽ mang đến cho khán giả nhiều tác phẩm hơn ở chế độ khác, xin được chỉ giáo nhiều hơn".
- Hiện tại cô vẫn hợp tác theo từng đầu phim với TVB và quay phim cho công ty mới (đóng chính trong phim Bạch sắc cường nhân 2 và Liêm Chính Thư Kích).

## Phim và Giải thưởng

### Phim truyền hình
| Năm  | Tên phim                   | Tên tiếng Anh                   | Vai diễn                                 | Giải thưởng                                                                                                   |
| ---- | -------------------------- | ------------------------------- | ---------------------------------------- | --- |
| 2003 | Thiếu Gia Vùng Tây Quan    | Point of No Return              | Đơn Nhân                                 | |
| 2003 | Khát Vọng Tuổi Trẻ         | Aqua Heroes                     | Y tá                                     | |
| 2003 | Hồ Sơ Tuyệt Mật            | The 'W' Files                   | Người qua đường                          | |
| 2003 | Gia đình Vui Vẻ            | Virtues Of Harmony              | Linh Linh(t7)cô gái(t35) bà mập(t62)     | |
| 2003 | Tuổi Trung Niên            | Life Begins at Forty            | Nhân viên                                | |
| 2003 | Hạt giống hy vọng          | Seed of Hope                    | Y tá                                     | |
| 2003 | Sự Hoàn Hảo                | Not Just A Pretty Face          | Ann                                      | |
| 2003 | Thanh đao công lý          | Find The Light                  | Tiểu Như                                 | |
| 2003 | Ông Bố Vợ Phong Lưu        | The Driving Power               | Lily                                     | |
| 2003 | Bao La Vùng Trời           | Triumph in the Skies            | Lăng Trác Chi                            | |
| 2004 | Ngưu Lang Chức Nữ          | The Legend of Love              | Tam Tiên Nữ                              | |
| 2004 | Nấc thang cuộc đời         | Riches and Stitches             | Vũ công                                  | |
| 2004 | Song long đại đường        | Twin of Brothers                | Uyển Uyển                                | |
| 2005 | Câu chuyện huyền ảo        | The Zone                        | Lưu Mỹ Mỹ                                | |
| 2005 | Duyên Tình Tây Sương       | Lost in the Chamber of Love     | Trương Niệm Huệ                          | |
| 2005 | Sóng gió khách sạn         | Revolving Doors Of Vengeance    | Mã Lệ Nhã (Maria)                        | |
| 2005 | Người phát ngôn giỏi luật  | When Rules Turn Loose           | Trương Lệ Kỳ                             | |
| 2006 | Đại Gia đình               | Welcome to the House            | Đường Đường(Sugar)                       | |
| 2006 | Bảo Hiểm Tình Yêu          | Love Guaranteed                 | Châu Thái Ni (Julie)                     | |
| 2006 | Ngôi nhà mật ngọt          | At Home With Love               | Phương Thiện Văn (Cindy)                 | |
| 2006 | Bố Y Thần Tướng            | Face to Fate                    | Thẩm Giáng Hồng                          | |
| 2007 | Thập Huynh Đệ              | Ten Brothers                    | Nguyễn Đồng Đồng                         | |
| 2007 | Ba chị em                  | Phoenix Rising                  | Diệp Chỉ San                             | |
| 2008 | Mẹ Chồng Khó Tính II       | Wars of In-Laws II              | Lý Đức Cẩn                               | Giải TVB thường niên cho diễn viên nữ tiến bộ nhất                                                            |
| 2008 | Đội Điều Tra Đặc Biệt      | D.I.E                           | Hình Bội Bội                             | Giải TVB thường niên cho diễn viên nữ tiến bộ nhất                                                            |
| 2008 | Danh Gia Vọng Tộc          | The Silver Chamber of Sorrows   | Hạ Phi Phi                               | Giải TVB thường niên cho diễn viên nữ tiến bộ nhất Đề cử - Giải TVB thường niên cho diễn viên nữ phụ hay nhất |
| 2008 | Truyền Tích Thần Kỳ        | Legend of the Demigods          | Già Lâu La /Mạc Tà                       | Giải TVB thường niên cho diễn viên nữ tiến bộ nhất                                                            |
| 2009 | Trái Bí Lớn                | The Winter Melon Tale           | Hoắc Tư Tư                               | |
| 2009 | Vương Lão Hổ Cướp Vợ       | A Bride for a Ride              | Vương Tú Anh                             | |
| 2009 | Xứng danh tài nữ           | Rosy Business                   | Tôn Hải Đường                            | Đề cử - Giải TVB thường niên cho diễn viên nữ phụ hay nhất                                                    |
| 2009 | Đội Điều Tra Đặc Biệt II   | D.I.E. II                       | Hình Bội Bội                             | |
| 2009 | Hổ Phụ Sinh Hổ Tử          | A Chip Off the Old Block        | Lương Phiên Phiên                        | |
| 2010 | Thiết Mã Tầm Kiều          | A Fistful of Stances            | Chu Băng Băng                            | |
| 2010 | Đọc Tâm thần Thám          | Every Move You Make             | Đặng Băng Băng                           | |
| 2010 | Nghĩa Hải Hào Tình         | No Regrets                      | Mã Lệ Hoa                                | |
| 2010 | Hình Cảnh                  | Gun Metal Grey                  | Hứa Văn Thi                              | Đề cử - Giải TVB thường niên cho diễn viên nữ phụ hay nhất                                                    |
| 2011 | Bằng Chứng Thép III        | Forensic Heroes III             | Châu Dịch Phi (Eva)                      | Đề cử - Giải TVB thường niên cho diễn viên nữ phụ hay nhất                                                    |
| 2011 | Vạn Phụng Chi Vương        | Curse of the Royal Harem        | Tĩnh quý nhân Bác Nhĩ Tề Các Đặc Tĩnh Du | |
| 2012 | Sứ mệnh 36h                | The Hippocratic Crush           | Y tá phòng mổ                            | |
| 2012 | Người Cha Tuyệt Hảo        | Daddy Good Deeds                | Ôn Uyển Nhàn (Wendy)                     | |
| 2012 | Quyền Vương                | Gloves Come Off                 | Đinh Ân Từ                               | Asian Television Awards cho diễn viên nữ phụ hay nhất Giải TVB thường niên cho diễn viên nữ phụ hay nhất      |
|      | Đại Thái Giám              | The Confidant                   | Thiền Dung                               | |
| 2013 | Tình Yêu Bốn Mùa           | Season of Love                  | Hà Thu Sinh                              | |
| 2013 | Tiệm cà phê hữu tình       | Coffee Cat MaMa                 | Tô My                                    | |
|      | Bao La Vùng Trời II        | Triumph in the Skies II         | Coco Lăng Trác Chi                       | |
| 2014 | Đôi Đũa Mạ Vàng            | Gilded Chopsticks               | Niên Nhược Bích                          | vai phụ |
| 2014 | Ông Trùm Tài chính         | The Ultimate Addiction          | Phương Minh Du                           | |
| 2014 | Phi Hổ II                  | Tiger Cubs II                   | Kim Tú Cơ                                | phản diện |
| 2014 | Danh Môn Ám Chiến          | Overachievers                   | Đinh Mạn Tư                              | |
| 2015 | Chơi Với Ma                | Ghost of Relativity             | Khương Dung                              | Giải TVB thường niên cho nữ diễn viên xuất sắc nhất                                                           |
| 2016 | Công Công Xuất Cung        | Short End of the Stick          | Kim Hương                                | |
| 2016 | Những người bạn            | House Of Spirits                | Chu Xán Xán                              | vai chính |
| 2016 | Anh Hùng Thành Trại        | A Fist Within Four Walls        | Điêu Lan/Tân Mùi                         | Giải TVB thường niên cho nữ diễn viên xuất sắc nhất                                                           |
| 2016 | Cô Gái Đến Từ Sao Miêu     | My Lover From The Planet Meow   | Diêu Dao                                 | vai chính |
| 2017 | Lan Hoa Kiếp               | Phoenix Rising                  | Diệp Chỉ San                             | |
| 2017 | Cộng sự                    | The Unholy Alliance             | Nguyễn Thanh Hân                         | vai chính |
| 2018 | Cung Tâm Kế 2 Thâm Cung Kế | Deep In The Realm Of Conscience | Vương Trân                               | vai chính phản diện                                                                                           |
| 2019 | Kỳ Án Bao Thanh Thiên      | Justice Bao：The First Year     | Vân Thiên Vũ                             | vai chính |
| 2022 | Bạch Sắc Cường Nhân 2      | Big White Duel 2                | Diệp Tình                                | Vai chính |
| 2023 | Liêm Chính Thư Kích        | Mission Run                     | Đồ Mẫn/Lạc Tử Hân                        | Vai chính |
| 2023 | Phá Độc Cường Nhân         | Narcotics Heroes                | Chương Lâm                               | Vai chính |
| 2024 | Xứng Danh Tài Nữ 4         | No Return                       | Đặng Quế Thiền - Thất Gia                | Vai chính |